# The Chronology of Water
The Chronology of Water è un film del 2025 co-scritto e diretto da Kristen Stewart, al suo debutto alla regia. 
La pellicola è l'adattamento cinematografico de La cronologia dell'acqua, l'autobiografia di Lidia Yuknavitch.

## Produzione
Nel novembre 2022 è stato annunciato che Kristen Stewart avrebbe fatto il suo esordio alla regia con un adattamento cinematografico dell'autobiografia di Lidia Yuknavitch.
Le riprese si sono svolte tra la Lettonia e Malta nell'arco di sei settimane dal giugno al luglio 2024.

## Distribuzione
Il film è stato presentato in anteprima mondiale il 16 maggio 2025 in occasione della 78ª edizione del Festival di Cannes, dove era in concorso nella sezione Un Certain Regard.

## Accoglienza
L'aggregatore di recensioni Rotten Tomatoes riporta un indice di gradimento del 90%.

## Riconoscimenti
- 2025 – Festival di Cannes
  - In concorso per il Premio Un Certain Regard
  - In concorso per la Caméra d'or